# Brian Monteith

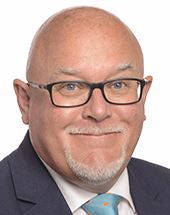
Brian Monteith

Brian Monteith (* 1957) ist ein schottischer Politiker von Reform UK (bis 1/2021 Brexit Party) und ehemaliges Mitglied der Conservative Party.

## Politischer Werdegang
Monteith besuchte die Parsons Green Primary School und die Portobello Secondary School. Anschließend studierte er an der Heriot-Watt University in Edinburgh. Monteith gehörte zu den heftigsten Gegnern der Einführung des Schottischen Parlaments und war maßgeblich an der diesbezüglichen Think-Twice-Kampagne der Conservative Party vor dem landesweiten schottischen Referendum am 11. September 1997 beteiligt. Trotz seiner Ablehnung trat Monteith bei den ersten Wahlen zum Schottischen Parlament im Jahre 1999 als Kandidat für den Wahlkreis Stirling an. Mit 25,6 % konnte er jedoch nach Annabelle Ewing von der SNP und der Gewinnerin des Wahlkreises, Sylvia Jackson von der Labour Party, nur den dritthöchsten Stimmenanteil auf sich vereinen. Auf Grund des Wahlergebnisses gelang Monteith jedoch über die Regionalwahlliste von Mid Scotland and Fife der Einzug in das neugeschaffene Parlament. Bei den Parlamentswahlen 2003 trat Monteith abermals für Stirling an und konnte seinen Stimmenanteil leicht steigern, erreichte aber trotzdem nur die zweithöchste Stimmenanzahl nach Sylvia Jackson. Abermals zog er für Mid Scotland and Fife ins Parlament ein.

## Austritt aus der Conservative Party
Im Herbst des Jahres 2005 wurde bekannt, dass Monteith Medienvertretern empfahl, den Rücktritt des Vorsitzenden der Scottish Conservative Party, David McLetchie, zu fordern, der auf Grund der Abrechnung hoher Taxirechnungen in die Kritik geraten war. Als Folge trat Monteith aus der Conservative Party aus und verblieb bis zum Ende der Legislaturperiode als parteiloser Abgeordneter im Parlament. Monteith trat zunächst zu keiner späteren Wahl mehr an, ließ sich aber bei der Europawahl 2019 als Kandidat für die Brexit Party von Nigel Farage aufstellen und wurde gewählt. Anschließend wurde er zum Ziel von Kritik, nachdem bekannt wurde, dass er in Südfrankreich lebt.